# Villars Lunn (psykiater)
 Der er flere personer med dette navn, se Villars Lunn.
Villars Lunn (født 4. juni 1911 i København, død 11. maj 2005) var en dansk læge og psykiater.
Lunn var i perioden 1952-1981 professor i psykiatri ved Københavns Universitet og overlæge ved Rigshospitalets psykiatriske afdeling.
Han var søn af direktør Aage Lunn (død 1953) og hustru Anna Mathea f. Hammerich (død 1968). Han blev student fra Sankt Jørgens Gymnasium 1929; med. eks. 1937; hospitalsuddannelse ved forskellige københavnske hospitaler; 2. reservelæge ved Rigshospitalets neurologiske afd. 1942-44, ved psykiatrisk afd. smstds 1944-46: 1. reservelæge ved Københavns Kommunehospitals neurologiske afd. 1946-47; afdelingslæge ved sindssygehospitalet i Risskov 1947, dr.med. 1948, specialistanerkendelse i neurologi og psykiatri samme år, professor i psykiatri ved Københavns Universitet og overlæge ved Rigshospitalets psykiatriske afd. fra 1952; vicepræsident i Landsforeningen for Mentalhygiejne 1952-71, tilforordnet sagkyndig i psykiatri ved Retslægerådet 1954, medl. af rådet 1959 og næstformand i dette samme år.
Lunn var også medlem af Pædagogisk instituts faglige råd 1955; formand for Dansk Psykiatrisk Selskab 1957-60 og for dets kursusudvalg 1958-72; præsident for den 12. nordiske psykiaterkongres 1958; medlem af bestyrelsen for Det medicinske selskab i København 1957, vicepræsident 1960, præsident 1961-62; næstformand i Rigshospitalets lægeråd 1960-64 og i foreningen Broen 1960: medl. af kolonien Filadelfia's tilsynsråd 1961-66, af Dansk Medicinsk Selskabs forskningskomité 1965-68. af Den Almindelige Danske Lægeforenings uddannelseskomite 1968. af bestyrelsen for P. Carl Petersens Fond 1965; sundhedsstyrelsens psykiatriske rådgiver 1966; medl. af bestyrelsen for Københavns Universitets institut for anvendt universitetspædagogik 1969-73; medl. af bestyrelsen for Kofoeds Skole 1969; medlem af de lægevidenskabelige sektionsråd. klinisk sektion, Rigshospitalet 1970.
Han udgav sine erindringer i bøgerne Stundom, Tvesind og Afsind (1983-87).

## Udvalgte publikationer
- Om Legemsbevidstheden, belyst ved nogle Forstyrrelser af den normale Oplevclsesmaade (disputats, 1948)
- Om forståelse (1971)
- Stundom, Tvesind og Afsind (1983-87)